# أغنية بروتانية والطفل والحرب
أغنية بروتانية والطفل والحرب (Chanson bretonne et L’Enfant et la guerre) هو كتابٌ مزدوج نُشر عام 2020 للكاتب الفرنسي والحائز على جائزة نوبل جان ماري غوستاف لو كليزيو. يضم هذا العمل نصين منفصلين يجمعان بين البُعد الذاتي والتاريخي: أولهما بعنوان **أغنية بروتانية**، يتناول فيه المؤلف ذكريات طفولته المرتبطة بالهوية الإقليمية لمنطقة بريتاني، وثانيهما **الطفل والحرب**، وهو تأمل عميق في الحرب العالمية الثانية كما عاشها في سنواته الأولى.

## نبذة عن المؤلف
جان ماري غوستاف لو كليزيو (مواليد 1940) هو أحد أبرز الكُتّاب الفرنسيين المعاصرين. حصل على جائزة نوبل في الأدب سنة 2008، وأثنت لجنة الجائزة على إنتاجه الأدبي الذي يتميّز بـ"مغامرة شعرية وحس إنساني متجدد، واستكشاف ما وراء الحضارة السائدة والإنسان خارج السياقات المادية". يكتب لو كليزيو بأسلوبٍ تأملي، جامعًا بين السيرة الذاتية، والتاريخ، والروحانية، والنقد الاجتماعي.

## ملخص العمل
يتكوّن الكتاب من نصين:

### أغنية بروتانية
هو سرد وجداني للروابط العاطفية العميقة التي تجمع الكاتب بمنطقة بريتاني (Bretagne) الفرنسية، حيث قضى جزءًا من طفولته. يسرد فيه لو كليزيو تأملاته في الطبيعة، اللغة البريتانية، والمجتمع الريفي التقليدي، معتبرًا أن هذه الأرض ساهمت في تشكيل وعيه الأدبي والإنساني.

### الطفل والحرب
يروي لو كليزيو في هذا الجزء من الكتاب تجربة الطفولة في زمن الحرب العالمية الثانية، وكيف تؤثر الحرب في وعي الطفل البريء. لا يتحدث عن المعارك أو السياسة، بل عن لحظات الخوف، الجوع، والتساؤلات الوجودية التي تطرحها الحرب على عقل طفل صغير.

## السياق التاريخي
في فترة احتلال فرنسا من قبل ألمانيا النازية، عايش لو كليزيو الأحداث الكبرى من موقع الطفل الذي لا يفهم خلفيات النزاع، لكنه يشعر بوطأته. كذلك، تُعد منطقة بريتاني إحدى المناطق التي حافظت على تقاليدها وهويتها الخاصة، ما يضفي على الكتاب طابعًا إثنوغرافيًا وتاريخيًا.

## التحليل الأدبي
يُعد الكتاب مثالًا على **أدب الذاكرة**، حيث يلتقي الذاتي بالجماعي، والحنين بالمأساة. يوظف الكاتب أسلوبًا شعريًا بسيطًا، لكنه عميق، يستحضر فيه المشاعر والأماكن بأدق التفاصيل، ويعتمد على صور حسية تتكرر لتخلق إيقاعًا شعريًا داخليًا. لا يبحث لو كليزيو عن السرد التقليدي بقدر ما يبحث عن استعادة الإحساس بالأماكن والزمن.

## الأسلوب واللغة
يتميّز أسلوب لو كليزيو في هذا الكتاب بالتأمل، والبساطة المركّبة، إذ يمزج اللغة الشعرية بالسرد السيري، ويعتمد على ضمائر المتكلم والمخاطب، مما يُضفي طابعًا حميميًا. كما تُستخدم الجُمل القصيرة والموسيقية لإبراز المشاعر، مما يجعل النص أقرب إلى "ترنيمة" أو "أغنية" كما في العنوان.

## المواضيع والأفكار الرئيسية
- **الهوية واللغة:** ارتباط الكاتب العاطفي بالبريتانية، ودفاعه عن اللغات والثقافات المهددة.
- **الحرب من منظور الطفولة:** كيف تؤثر الحرب على البنية النفسية للطفل.
- **الحنين والذاكرة:** محاولة الكاتب فهم ذاته عبر استرجاع الأماكن الأولى والأزمنة الماضية.
- **الطبيعة والإنسان:** التفاعل الحي بين الإنسان ومحيطه الطبيعي في بريتاني.

## نقد واستقبال العمل
نال الكتاب إشادة واسعة في الأوساط الأدبية الفرنسية، واعتُبر امتدادًا طبيعيًا لمشروع لو كليزيو الأدبي، حيث يستمر في طرح أسئلة الهوية والذاكرة والحرب. أشاد النقاد بلغته الحساسة، وبتناوله الفريد لتجربة الطفولة في الحرب. ومع ذلك، رأى بعض النقاد أن غلبة التأمل قد تبعد القارئ الذي يبحث عن حبكة درامية أو تطور سردي تقليدي.

## في سياق أعمال الكاتب
يُمثل هذا العمل عودة إلى المواضيع التي شغلت لو كليزيو منذ بداياته: الهوية الثقافية، أثر الاستعمار، الحرب، الطبيعة، والطفولة. وهو قريب من أعماله الأخرى مثل *Desert* و*Onitsha* من حيث الروح الإنسانية والعاطفية.

## الطبعات والترجمات
صدر الكتاب في فرنسا عن دار Gallimard سنة 2020، ولا يزال قيد الترجمة إلى عدة لغات. لم تُترجم النسخة كاملة إلى العربية حتى الآن، وإن كانت بعض الفصول تُدرّس في أقسام الأدب الفرنسي في الجامعات.